# Championnats de Norvège de tennis de table
Les Championnats de Norvège de tennis de table (Norgesmesterskapet i bordtennis) sont une compétition organisée par la Fédération norvégienne de tennis de table depuis 1946 pour les joueurs de tennis de table norvégiens, dont les vainqueurs remportent le titre de champion de Norvège.

## Histoire
La Kongepokalen (Coupe du Roi) en simple hommes est décernée chaque année depuis 1950 au vainqueur du simple hommes. La Coupe du Roi femmes est décernée chaque année depuis 1979 au vainqueur du simple dames, à l'exception de 1998 et 2004, où le nombre de participants était insuffisant. Geir André Erlandsen détient le record de titres en simple hommes (13), tandis que le record féminin est détenu par deux joueuses : Berit Ommeda et Sonja Rasmussen (8).

## Palmarès
| №  | Année | Simples                  | Simples                   | Doubles                              | Doubles                                  | Doubles                                 | Équipes   | Équipes  |
| №  | Année | Messieurs                | Dames                     | Messieurs                            | Dames                                    | Mixte                                   | Messieurs | Dames    |
| -- | ----- | ------------------------ | ------------------------- | ------------------------------------ | ---------------------------------------- | --------------------------------------- | --------- | -------- |
| 1  | 1946  | Finn Schønberg[1]        | –                         | –                                    | –                                        | –                                       | Héros     | –        |
| 2  | 1947  | Oddvar Hansen[1]         | Ingeborg Rotting Olsen[1] | Finn Schønberg Olaf Olsen            | –                                        | –                                       | Héros     | –        |
| 3  | 1948  | William Reitan[1]        | Anne Lise Heidenreich[1]  | Finn Schønberg Walter Kaufmann       | –                                        | –                                       | Héros     | –        |
| 4  | 1949  | William Reitan[2]        | Anne Lise Heidenreich[2]  | William Reitan Bjarne Svendsen       | –                                        | –                                       | Héros     | –        |
| 5  | 1950  | William Reitan[3]        | Greta Lauritzen[1]        | Finn Schønberg Walter Kaufmann       | –                                        | –                                       | Héros     | –        |
| 6  | 1951  | Walter Kaufmann[1]       | Greta Lauritzen[2]        | William Reitan Bjarne Svendsen       | Anne Lise Heidenreich Greta Lauritzen    | Aud Aase William Reitan                 | Héros     | –        |
| 7  | 1952  | Kåre Hernæs[1]           | Anne Lise Heidenreich[3]  | William Reitan Bjarne Svendsen       | Anne Lise Heidenreich Greta Lauritzen    | Birgit Tvedt Kåre Hernæs                | Héros     | –        |
| 8  | 1953  | Kåre Hernæs[2]           | Anne Lise Heidenreich[4]  | William Reitan Kåre Hernæs           | Aud Aase Birgit Tvedt                    | Magnhild Kuven William Reitan           | Héros     | –        |
| 9  | 1954  | Arne Wam[1]              | Anne Lise Heidenreich[5]  | Ulf Nyseth Oddvar Siljuholt          | Aud Aase Birgit Tvedt                    | Birgit Tvedt Olav Hernæs                | Héros     | –        |
| 10 | 1955  | Odd Nilsen[1]            | Birgit Tvedt[1]           | Kåre Hernæs Olav Hernæs              | Aud Aase Birgit Tvedt                    | Birgit Tvedt Kåre Hernæs                | Héros     | –        |
| 11 | 1956  | Kåre Hernæs[3]           | Anne Lise Heidenreich[6]  | Kåre Hernæs Olav Hernæs              | Anne Lise Heidenreich Kari Jacobsen      | Birgit Tvedt Kåre Hernæs                | Héros     | –        |
| 12 | 1957  | Knut Håvåg[1]            | Berit Ommedal[1]          | Knut Håvåg Odd Nilsen                | Birgit Tvedt Gerd Brundtland             | Birgit Tvedt Kåre Hernæs                | Héros     | –        |
| 13 | 1958  | Odd Nilsen[2]            | Anne Lise Fossum[7]       | Knut Håvåg Tore Bergersen            | Anne Lise Fossum Bjørg Larsen            | Anne Lise Fossum Odd Nilsen             | Héros     | Oslo     |
| 14 | 1959  | Tore Bergersen[1]        | Sidsel Erstad[1]          | Knut Håvåg Tore Bergersen            | Birgit Sæbø Berit Ommedal                | Sidsel Erstad Knut Håvåg                | Komet     | Komet    |
| 15 | 1960  | Knut Håvåg[2]            | Berit Ommedal[2]          | Knut Håvåg Tore Bergersen            | Wenche Amundsen Berit Ommedal            | Wenche Amundsen Steinar Bruvik          | Lynild    | Espeland |
| 16 | 1961  | Knut Håvåg[3]            | Wenche Amundsen[1]        | Knut Håvåg Tore Bergersen            | Wenche Amundsen Berit Ommedal            | Wenche Amundsen Steinar Bruvik          | Komet     | Héros    |
| 17 | 1962  | Knut Håvåg[4]            | Berit Ommedal[3]          | Knut Håvåg Tore Bergersen            | Wenche Amundsen Berit Ommedal            | Rigmor Knudsen Knut Håvåg               | Lynild    | Héros    |
| 18 | 1963  | Knut Håvåg[5]            | Berit Ommedal[4]          | Knut Håvåg Tore Bergersen            | Wenche Skarstein Berit Ommedal           | Rigmor Knudsen Knut Håvåg               | Fjell     | Héros    |
| 19 | 1964  | Tore Bergersen[1]        | Rigmor Knudsen[1]         | Knut Håvåg Tore Bergersen            | Anne Hauge Reidun Haugen                 | Rigmor Knudsen Knut Håvåg               | Lynild    | Héros    |
| 20 | 1965  | Steinar Bruvik[1]        | Berit Ommedal[5]          | Knut Håvåg Tore Bergersen            | Rigmor Knudsen Jorun Moklev              | Rigmor Knudsen Knut Håvåg               | Héros     | Espeland |
| 21 | 1966  | Steinar Bruvik[2]        | Berit Ommedal[6]          | Knut Håvåg Tore Bergersen            | Berit Ommedal Jorun Moklev               | Rigmor Knudsen Knut Håvåg               | Héros     | Espeland |
| 22 | 1967  | Knut Håvåg[6]            | Rigmor Knudsen[2]         | Knut Håvåg Tore Bergersen            | Berit Ommedal Rigmor Knudsen             | Rigmor Knudsen Knut Håvåg               | Héros     | Héros    |
| 23 | 1968  | Knut Håvåg[7]            | Rigmor Sørensen[3]        | Knut Håvåg Kåre Hernæs               | Berit Ommedal Rigmor Sørensen            | Rigmor Sørensen Knut Håvåg              | Fjell     | Héros    |
| 24 | 1969  | Knut Håvåg[8]            | Berit Ommedal[7]          | Knut Håvåg Tore Sehl                 | Berit Ommedal Rigmor Sørensen            | Rigmor Sørensen Knut Håvåg              | Fjell     | Espeland |
| 25 | 1970  | Knut Håvåg[9]            | Rigmor Sørensen[4]        | Roy Heggelund Harald Nilsen          | Rigmor Sørensen Kari Mæhle               | Berit Ommedal Gunnar Greve              | Fjell     | Héros    |
| 26 | 1971  | Odd Nilsen[3]            | Berit Ommedal[8]          | Roy Heggelund Harald Nilsen          | Berit Ommedal Kari Mæhle                 | Berit Ommedal Gunnar Greve              | Héros     | Grei     |
| 27 | 1972  | Pål Guttormsen[1]        | Bente Paulsen[1]          | Roy Heggelund Jens Monsen            | Bente Paulsen Anne Schierning            | Anne Schierning Pål Guttormsen          | Fokus     | Héros    |
| 28 | 1973  | Pål Guttormsen[2]        | Anne Schierning[1]        | Roy Heggelund John Grahl Madsen      | Bente Paulsen Anne Schierning            | Anne Schierning Pål Guttormsen          | Héros     | Grei     |
| 29 | 1974  | Pål Guttormsen[3]        | Rigmor Sørensen[5]        | Pål Guttormsen Tommy Schierning      | Bente Paulsen Anne Schierning            | Solveig Greve Gunnar Greve              | Fjell     | Fjell    |
| 30 | 1975  | Pål Guttormsen[4]        | Bente Paulsen[2]          | Pål Guttormsen Jørgen Aas            | Bente Paulsen Anne Schierning            | Anne Schierning Pål Guttormsen          | Fjell     | Fokus    |
| 31 | 1976  | Pål Guttormsen[5]        | Rigmor Sørensen[6]        | Pål Guttormsen Jørgen Aas            | Bente Paulsen Rigmor Sørensen            | Bente Paulsen Pål Guttormsen            | Fjell     | Héros    |
| 32 | 1977  | Roy Heggelund[1]         | Gina Hundven[1]           | Pål Guttormsen Jørgen Aas            | Bente Paulsen Anne Schierning            | Anne Schierning Pål Guttormsen          | Fjell     | Héros    |
| 33 | 1978  | Pål Guttormsen[6]        | Tone Folkeson[1]          | Pål Guttormsen Gunnar Greve          | Tone Folkeson Heidi Myhr                 | Rigmor Sørensen Knut Håvåg              | Larvik    | Héros    |
| 34 | 1979  | Pål Guttormsen[7]        | Kristin Hagen[1]          | Tom Johansen Jan Egil Levorsen       | Kristin Hagen Mariann Kåresen            | Kristin Hagen Jon Olav Haugen           | Fokus     | Héros    |
| 34 | 1980  | Tom Johansen[1]          | Tone Folkeson[2]          | Jørgen Gierløff Kjell Stordal        | Rigmor Sørensen Mette Monsen             | Kristin Hagen Jon Olav Haugen           | Husøy     | Fokus    |
| 36 | 1981  | Pål Guttormsen[8]        | Tone Folkeson[3]          | Tom Johansen Per Arne Sveum          | Tone Folkeson Anne Schierning            | Kristin Hagen Jon Olav Haugen           | Husøy     | Fokus    |
| 37 | 1982  | Tom Johansen[2]          | Tone Folkeson[4]          | Tom Johansen Pål Guttormsen          | Tone Folkeson Unni Bredesen              | Tone Folkeson Tom Johansen              | Héros     | Fokus    |
| 38 | 1983  | Tom Johansen[3]          | Tone Folkeson[5]          | Tom Johansen Geirr Gustavsen         | Tone Folkeson Kristin Hagen              | Kristin Hagen Jon Olav Haugen           | B-72      | Heddal   |
| 39 | 1984  | Tom Johansen[4]          | Tone Folkeson[6]          | Erik Rasmussen Ulf Rasmussen         | Tone Folkeson Kristin Hagen              | Marianne Skarpenes Tom Johansen         | B-72      | Fjell    |
| 40 | 1985  | Tom Johansen[5]          | Kristin Hagen[2]          | Eivind Onsum Håkon Hoff              | Anne Heidi Skutle Marianne Skarpenes     | Anne Heidi Skutle Terje Hansen          | B-72      | Fjell    |
| 41 | 1986  | Tom Johansen[6]          | Kristin Hagen[3]          | Morten Gustavsen Geirr Gustavsen     | Anne Heidi Skutle Marianne Skarpenes     | Kristin Hagen Jon Olav Haugen           | Héros     | Fjell    |
| 42 | 1987  | Roar Blikken[1]          | Kristin Hagen[4]          | Tom Johansen Frode Grini             | Sonja Rasmussen Lill Kristin Wennberg    | Kristin Hagen Jon Olav Haugen           | Laksevåg  | Laksevåg |
| 43 | 1988  | Roar Blikken[2]          | Kristin Hagen[5]          | Kenneth Strøm Frode Grini            | Sonja Rasmussen Lill Kristin Wennberg    | Marianne Blikken Tom Johansen           | Laksevåg  | Héros    |
| 44 | 1989  | Kenneth Strøm[1]         | Marianne Blikken[1]       | Per Arne Sveum Roar Blikken          | Sonja Rasmussen Lill Kristin Wennberg    | Marianne Blikken Tom Johansen           | Laksevåg  | Héros    |
| 45 | 1990  | Kenneth Strøm[2]         | Sonja Rasmussen[1]        | Roar Blikken Tom Johansen            | Sonja Rasmussen Lill Kristin Wennberg    | Sonja Rasmussen Kenneth Strøm           | Fokus     | Héros    |
| 46 | 1991  | Kenneth Strøm[3]         | Sonja Rasmussen[2]        | Roar Blikken Tom Johansen            | Sonja Rasmussen Lill Kristin Wennberg    | Sonja Rasmussen Kenneth Strøm           | Fokus     | Héros    |
| 47 | 1992  | Kenneth Strøm[4]         | Sonja Rasmussen[3]        | Frode Grini Kenneth Strøm            | Sonja Rasmussen Lill Kristin Wennberg    | Sonja Rasmussen Kenneth Strøm           | Laksevåg  | Héros    |
| 48 | 1993  | Tom Johansen[7]          | Marianne Blikken[2]       | Jan Bergersen Jochen Leiss           | Sonja Rasmussen Lill Kristin Wennberg    | Marianne Blikken Frode Grini            | Modum     | Héros    |
| 49 | 1994  | Tom Johansen[8]          | Sonja Rasmussen[4]        | Tom Johansen Roar Blikken            | Sonja Rasmussen Lill Kristin Wennberg    | Sonja Rasmussen Roar Blikken            | B-72      | Héros    |
| 50 | 1995  | Stian Winther[1]         | Sonja Rasmussen[5]        | Roar Blikken Bjørn Erik Lobben       | Sonja Rasmussen Lill Kristin Wennberg    | Sonja Rasmussen Roar Blikken            | Fokus     | Héros    |
| 51 | 1996  | Geir André Erlandsen[1]  | Sonja Rasmussen[6]        | Geir André Erlandsen Stian Winther   | Sonja Rasmussen Lill Kristin Wennberg    | Sonja Rasmussen Raymond Gonzales        | Fokus     | Héros    |
| 52 | 1997  | Geir André Erlandsen[2]  | Sonja Rasmussen[7]        | Christian Ibenfeldt Øyvind Aas       | Sonja Rasmussen Lill Kristin Wennberg    | Sonja Rasmussen Raymond Gonzales        | Modum     | Héros    |
| 53 | 1998  | Geir André Erlandsen[3]  | Sonja Rasmussen[8]        | Geir André Erlandsen Stian Winther   | Sonja Rasmussen Ann Mjelva               | Sonja Rasmussen Raymond Gonzales        | Modum     | Héros    |
| 54 | 1999  | Geir André Erlandsen[4]  | Lill Kristin Wennberg[1]  | Geir André Erlandsen Stian Winther   | Caroline Folkeson Jensen Maria Storli    | Stine Haga Joachim Sørensen             | Fokus     | Héros    |
| 55 | 2000  | Istvan Moldovan[1]       | Lill Kristin Wennberg[2]  | Geir André Erlandsen Stian Winther   | Lill Kristin Wennberg Trine Lise Myrseth | Lill Kristin Wennberg Anders Hovden     | Fokus     | Héros    |
| 56 | 2001  | Istvan Moldovan[2]       | Stine Haga[1]             | Istvan Moldovan Raymond Gonzales     | Lill Kristin Wennberg Trine Lise Myrseth | Oddry Folkestad Geir André Erlandsen    | Fokus     | Héros    |
| 57 | 2002  | Geir André Erlandsen[5]  | Lill Kristin Wennberg[3]  | Geir André Erlandsen Stian Winther   | Stine Haga Ingvild Karlsen               | Oddry Folkestad Geir André Erlandsen    | Fokus     | Tromsø   |
| 58 | 2003  | Geir André Erlandsen[6]  | Mona Fallgren[1]          | Raymond Gonzales Arne Marino Aarås   | Stine Haga Oddry Folkestad               | Mona Fallgren Roger Andersson           | B-72      | B-72     |
| 59 | 2004  | Geir André Erlandsen[7]  | Mona Fallgren[2]          | Geir André Erlandsen Stian Winther   | Stine Haga Lill Kristin Wennberg         | Kristin Doval Istvan Moldovan           | B-72      | Heddal   |
| 60 | 2005  | Geir André Erlandsen[8]  | Stine Haga[2]             | Geir André Erlandsen Stian Winther   | Mona Fallgren Therese Andersen           | Mona Fallgren Geir André Erlandsen      | Modum     | B-72     |
| 61 | 2006  | Istvan Moldovan[3]       | Ma Wenting[1]             | Dag Frode Lobben Istvan Moldovan     | Ma Wenting Marte Grutle Aasebø           | Ma Wenting Eirik Ansnes                 | Stord     | Fokus    |
| 62 | 2007  | Geir André Erlandsen[9]  | Ma Wenting[2]             | Raymond Gonzales Eric Berner         | Ma Wenting Marte Grutle Aasebø           | Ma Wenting Eirik Ansnes                 | Modum     | Fokus    |
| 63 | 2008  | Roger Andersson[1]       | Ma Wenting[3]             | Espen Rønneberg Joachim Sørensen     | Ma Wenting Marte Grutle Aasebø           | Marthe Nilsen Raymond Gonzales          | Stord     | Fokus    |
| 64 | 2009  | Wang Bing[1]             | Marthe Nilsen[1]          | Eric Berner Kristoffer Hellerud      | Marthe Nilsen Manuela Erentsen           | Anja Esketveit Espen Rønneberg          | Stord     | Fokus    |
| 65 | 2010  | Espen Rønneberg[1]       | Marthe Nilsen[2]          | Wang Bing Istvan Moldovan            | Marthe Nilsen Aida Pezer                 | Anja Esketveit Espen Rønneberg          | Stord     | Fokus    |
| 66 | 2011  | Geir André Erlandsen[10] | Sonja Obradovic[1]        | Geir André Erlandsen Roger Andersson | Marthe Nilsen Sonja Obradovic            | Sonja Obradovic Raymond Gonzales        | Laksevåg  | B-72     |
| 67 | 2012  | Geir André Erlandsen[11] | Sonja Obradovic[2]        | Espen Rønneberg Lars Rønneberg       | Anna Grutle Aasebø Marte Grutle Aasebø   | Sonja Obradovic Raymond Gonzales        | Stord     | Fokus    |
| 68 | 2013  | Espen Rønneberg[2]       | Marte Grutle Aasebø[1]    | Geir André Erlandsen Roger Andersson | Stine Folkeson Marte Grutle Aasebø       | Christine Mettner Roger Andersson       | Stord     | Fokus    |
| 69 | 2014  | Istvan Moldovan[4]       | Rebekka Carlsen[1]        | Geir André Erlandsen Roger Andersson | Ilka Doval Rebekka Carlsen               | Christine Mettner Roger Andersson       | Stord     | B-72     |
| 70 | 2015  | Geir André Erlandsen[12] | Anna Grutle Aasebø[1]     | Espen Rønneberg Lars Rønneberg       | Rebekka Carlsen Nora Bagner Nilsen       | Nora Bagner Nilsen Espen Rønneberg      | Eiker     | Fokus    |
| 71 | 2016  | Geir André Erlandsen[13] | Ilka Doval[1]             | Roger Andersson Geir André Erlandsen | Anna Grutle Aasebø Marte Grutle Aasebø   | Nora Bagner Nilsen Geir André Erlandsen | Stord     | Fokus    |
| 72 | 2017  | Marcus Wærstad[1]        | Maja Haugen Gjelle[1]     | Eskil Lindholm Lars Rønneberg        | Sarah Horgen Rebekka Carlsen             | Sarah Horgen Roger Andersson            | Fornebu   | Fokus    |
| 73 | 2018  | Eskil Lindholm[1]        | Ilka Doval[1]             | Eskil Lindholm Lars Rønneberg        | Sonja Obradovic Rikke Balgaard Skåttet   | Anna Grutle Aasebø Borgar Haug          | Laksevåg  | B-72     |
| 74 | 2019  | Borgar Haug[1]           | Rebekka Carlsen[2]        | Christian Ibenfeldt Jimmy Ojakangas  | Ilka Doval Maja Haugen Gjelle            | Martine Toftaker Jonas Flåøien          | Laksevåg  | B-72     |
| 75 | 2020  | Jimmy Ojakangas[1]       | Sonja Obradovic[3]        | Eskil Lindholm Lars Rønneberg        | Hanna Hovden Martine Toftaker            | Sarah Horgen Roger Andersson            | Laksevåg  | B-72     |
| 76 | 2021  | Borgar Haug[2]           | Rebekka Carlsen[3]        | Eskil Lindholm Lars Rønneberg        | Rebekka Carlsen Rikke Skåttet            | Nora Bagner Nilsen Lars Rønneberg       | Fornebu   | B-72     |
| 77 | 2022  | Borgar Haug[3]           | Rebekka Carlsen[4]        | Borgar Haug Sigurd Sørheim           | Rebekka Carlsen Martine Toftaker         | Rebekka Carlsen Martin Frøseth          | Fornebu   | B-72     |
| 78 | 2023  | Borgar Haug[4]           | Martine Toftaker[1]       | Borgar Haug Sigurd Sørheim           | Martine Toftaker Rikke Skåttet           | Martine Toftaker Finn Vetvik            | Fornebu   | B-72     |
| 79 | 2024  | Borgar Haug[5]           | Christine Kalvatn[1]      | Alexander Fransson Eskil Lindholm    | Anne Sophie Kalvatn Christine Kalvatn    | Christine Kalvatn Khai Noah Lam         | Fornebu   | Fokus    |
| 80 | 2025  | Borgar Haug[6]           | Rebekka Carlsen[5]        | Borgar Haug Alexander Fransson       | Martine Toftaker Susanne Wilhelmsen      | Christine Kalvatn Khai Noah Lam         | Fornebu   | B-72     |

## Sources
- bordtennis.no: Norgesmestere
- Rolf Bryhn (1990): Kunnskapsforlagets idrettsleksikon, s. 341-42.
- Aschehoug og Gyldendals Store Norske Leksikon, Bind 16 (Nøkkelbind), s. 219-20. Oslo: Kunnskapsforlaget 1998.
- Tom A. Schanke (2012): Norsk Idrettsleksikon – Toppidrett i 150 år, Bind 4, s. 45. Tom A. Schankes Forlag (ISBN 978-82-303-2060-0).